# Rallye Portugal 1978
Die 12. Rallye Portugal war der 4. Lauf zur Rallye-Weltmeisterschaft 1978. Sie fand vom 19. bis zum 23. April in der Region von Estoril statt.

## Bericht
Der WM-Titelverteidiger Fiat startete in Portugal mit den Fahrern Sandro Munari, Markku Alén und Walter Röhrl. Neben Fiat gingen auch die Werksteams von Ford, Opel und Toyota an den Start. Die Schotterstraßen rund um Estoril erwiesen sich als Härtetest für das Material, von 112 gestarteten erreichten nur 20 Fahrzeuge das Ziel. Bis zur Mitte der Rallye lag Röhrl in Führung. Nach zwei Reifenschäden und einer defekten Kupplung musste er seinen Fiat 131 Abarth in der Wertungsprüfung 20 abstellen. Teamkollege Munari kam ebenfalls nicht ins Ziel. Wegen eines Defekts an der Hinterradaufhängung musste auch er die Rallye in WP 20 aufgeben. Aber auch die Ford-Piloten wurden von technischen Problemen nicht verschont. Bei Ari Vatanen brach eine Antriebswelle und bei Björn Waldegård versagte das Differential. Nach 23 Wertungsprüfungen führte Jean-Pierre Nicolas im Ford Escort die Gesamtwertung an. Der Sieger der Rallye Monte Carlo und der Rallye Safari fiel dann wegen eines Reifenschadens auf den dritten Rang zurück. Hannu Mikkola (Ford) ging in Führung vor Alén mit wenigen Sekunden Vorsprung. Mikkola musste kurz vor Schluss ein Rad wechseln und verlor den Sieg an Alén.

## Klassifikationen

### Endergebnis
| Rang | Fahrer              | Co-Pilot          | Auto                    | Zeit (Std./Min./Sek.) | Rückstand Sieger (Std./Min./Sek.) Rückstand V (Min./Sek.) |
| ---- | ------------------- | ----------------- | ----------------------- | --------------------- | --------------------------------------------------------- |
| 1    | Markku Alén         | Ilkka Kivimäki    | Fiat 131 Abarth         | 7:45:33               | 0:00:00 00:00                                             |
| 2    | Hannu Mikkola       | Arne Hertz        | Ford Escort RS1800 MKII | 7:50:01               | 0:04:28 04:28                                             |
| 3    | Jean-Pierre Nicolas | Vincent Laverne   | Ford Escort RS1800 MKII | 8:01:01               | 0:15:28 11:00                                             |
| 4    | Ove Andersson       | Henry Liddon      | Toyota Celica 2000GT    | 8:13:27               | 0:27:54 12:56                                             |
| 5    | Achim Warmbold      | Claes Billstam    | Opel Kadett GT/E        | 8:28:42               | 0:43:09 15:15                                             |
| 6    | Anders Kulläng      | Bruno Berglund    | Opel Kadett GT/E        | 8:36:42               | 0:51:09 08:00                                             |
| 7    | Timo Mäkinen        | Jean Todt         | Peugeot 104 ZS          | 8:50:36               | 1:05:03 13:45                                             |
| 8    | Carlos Torres       | Pedro de Almeida  | Ford Escort RS2000 MKII | 9:11:35               | 1:26:02 20:59                                             |
| 9    | André Martinho      | António Morais    | Porsche 911             | 9:31:24               | 1:45:51 19:49                                             |
| 10   | Carlos Fontaínhas   | Rogério Seromenho | Ford Escort RS MKII     | 9:46:36               | 2:01:03 15:12                                             |

Insgesamt wurden 20 von 112 gemeldeten Fahrzeuge klassiert:

### Herstellerwertung
| Pos. | Team    | Punkte |
| ---- | ------- | ------ |
| 1    | Fiat    | 46     |
| 2    | Porsche | 41     |
| 3    | Ford    | 41     |
| 4    | Opel    | 35     |
| 5    | Peugeot | 27     |

Die Fahrer-Weltmeisterschaft wurde erst ab 1979 ausgeschrieben.